# Jakob Westinsgatan

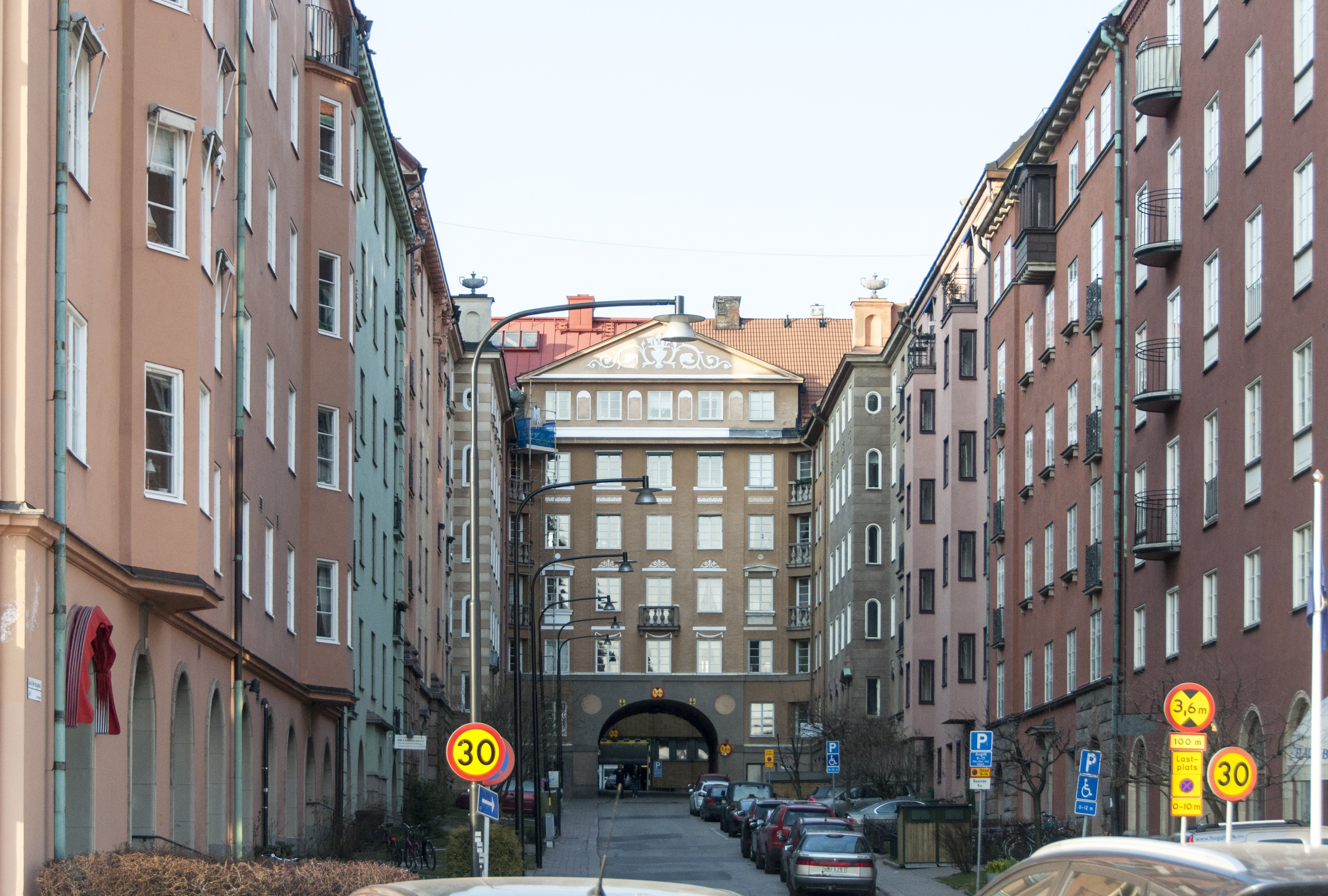
Jakob Westinsgatan vy mot norr.

Jakob Westinsgatan ligger på södra Kungsholmen i Stockholm. Gatan fick sitt nuvarande namn 1925 och är uppkallad efter garvaremästarna Jacob Westin den äldre och Jacob Westin den yngre.

## Historik

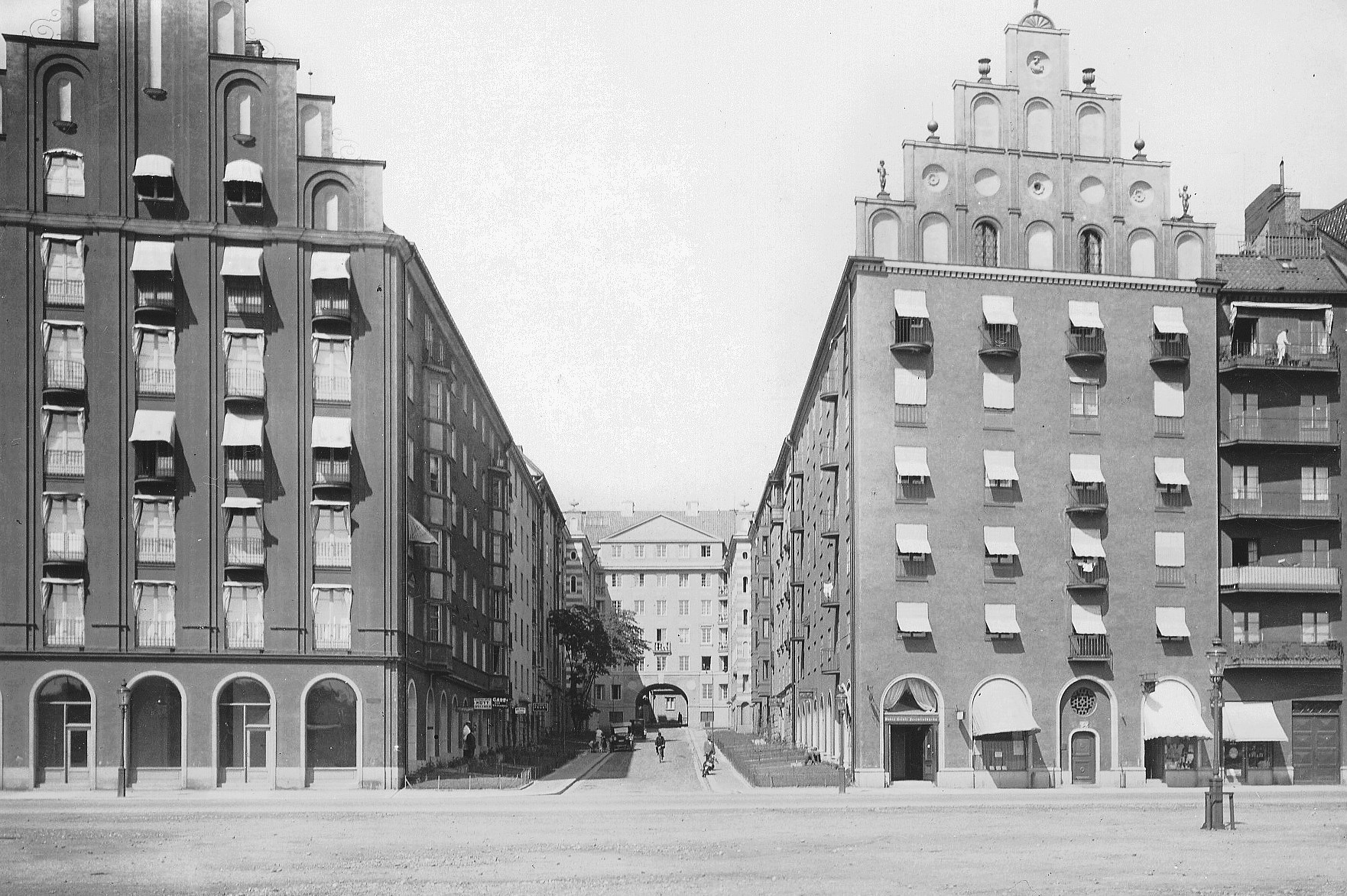
Jakob Westinsgatan sedd från Norr Mälarstrand. Byggnad till vänster: arkitekt Sven Wallander, byggnad till höger: arkitekt Cyrillus Johansson, 1 juli 1927.

Jakob Westinsgatan ligger i det forna garverikvarteret Vattuormen, strax öster om Kungsholmstorg. Dagens Garvaregatan, Garvar Lundins gränd och Jakob Westinsgatan påminner om verksamheten som bedrevs här från 1600-talet och fram till början av 1900-talet. I samband med Clas Larsson Flemings gatureglering för Kungsholmen var det meningen att hantverkare skulle bosätta sig här. Sådana flyttade också hit redan på 1640-talet, däribland fanns de första garvare som snart bildade en liten koloni i kvarteret söder om Garvaregatan. Läget vid Riddarfjärden var lämpligt eftersom verksamheten krävde mycket vatten. 
Garvaremästarna Jacob Westin den äldre och Jacob Westin den yngre var far och son. Den senare var stadens siste garveriålderman och är i dag känd för den Westinska handskriftssamlingen i Uppsala universitetsbibliotek och för sin omfattande forskning om Kungsholmens historia.
Jakob Westinsgatan är en cirka 130 meter lång enkelriktad gata med infart från Norr Mälarstrand och utfart genom en portal mot Garvaregatan. Bebyggelsen uppfördes under 1920-talets andra hälft. Portalbyggnaden som begränsar gatan mot norr och Garvaregatan ritades 1926 av arkitekt Joel Norborg. Hörnhusen med sina höga trappgavlar mot Norr Mälarstrand är ritade av Sven Wallander (Jakob Westinsgatan 1) respektive Cyrillus Johansson (Jakob Westinsgatan 2). 1927 var bebyggelsen fullbordad och visas på ett fotografi av Oscar Halldin.